# 万景台区域
萬景台區域（朝鲜语：／ Man-gyŏngdae guyŏk */?）是朝鮮民主主義人民共和國首都平壤直轄市的一個區域，位於直轄市西郊，西界平安南道。東界普通江，南界大同江。
2008年人口321,690人。下分29洞、2里。
1959年由平安南道大同郡編入平壤市。因朝鮮國家主席金日成誕生地萬景台得名。

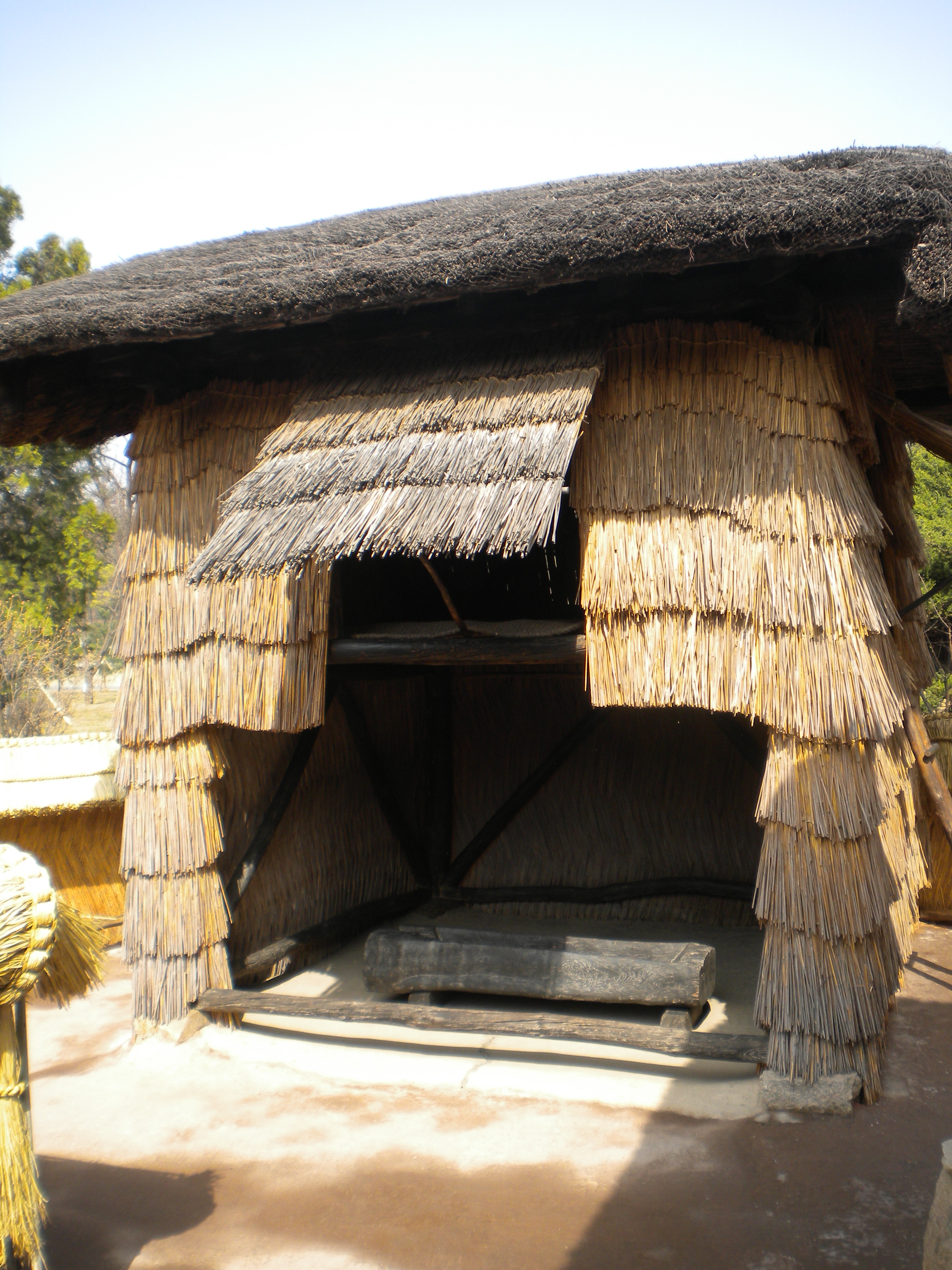
金日成誕生地，摄于2012年4月。

## 相關參見
- 萬景臺遊樂園
- 青年運動史迹館
- 万景台革命学院
- 万景台学生少年宫